# Élder Herrera
Élder Herrera Cortes (* 28. Dezember 1968 in Cali) ist ein ehemaliger kolumbianischer Straßenradrennfahrer.

## Leben und Wirken
Élder Herrera begann seine Karriere 1990 bei dem US-amerikanischen Radsportteam American Commerce National Bank. In der Saison 1992 gewann er die Gesamtwertung bei der Vuelta al Valle del Cauca und 1999 war er bei der Vuelta a Mendoza erfolgreich. Im Jahr 2000 gewann er jeweils eine Etappe bei der Vuelta a Colombia und beim Clásico RCN. Ab der Saison 2001 fuhr er für die kolumbianische Mannschaft 05 Orbitel. In seinem zweiten Jahr dort wurde er Erster der Gesamtwertung bei der Vuelta a Tolima und er war erneut bei einem Teilstück des Cláscio RCN erfolgreich. 2003 wurde Herrera kolumbianischer Meister im Straßenrennen und er gewann jeweils eine Etappe bei der Clásica Integración de la Guadua-Gobernación de Risaralda und bei der Vuelta a Boyacà. Im Jahr 2004 konnte er die siebte Etappe bei der Vuelta de Higuito für sich entscheiden und 2006 war er bei einem Teilstück des Clásico RCN erfolgreich. In der Saison 2007 gewann Herrera mit seinem Team das Mannschaftszeitfahren bei der Vuelta a Chiriquí und er gewann die elfte Etappe. 2009 war er beim Mannschaftszeitfahren der Vuelta a Colombia erfolgreich.

## Erfolge
2000
- eine Etappe Vuelta a Colombia

2003
- Kolumbianischer Meister – Straßenrennen

2009
- Prolog Vuelta a Colombia (Mannschaftszeitfahren)

## Teams
- 1990 American Commerce National Bank (ab 01.05.)

- 1996 Gobernación de Antioquía-Lotería de Medellín
- 1997 Telecom-Flavia
- 1998 Avianca-Telecom-Kelme

- 2001 05 Orbitel
- 2002 05 Orbitel
- 2003 05 Orbitel